# Giovanni da Verrazzano (1928)
Giovanni da Verrazzano – włoski niszczyciel z okresu międzywojennego i II wojny światowej, należący do typu Navigatori. Nosił znak burtowy DV. Otrzymał imię XVI-wiecznego żeglarza włoskiego Giovanniego da Verrazzano, skracane też do „da Verrazzano”. Zwodowany w 1928 roku, wszedł do służby w marynarce włoskiej Regia Marina w 1930 roku. Walczył podczas wojny na Morzu Śródziemnym; został zatopiony 19 października 1942 roku przez brytyjski okręt podwodny HMS P37.
Uzbrojenie główne stanowiło 6 armat kalibru 120 mm i 6 wyrzutni torped. Wyporność standardowa wynosiła początkowo 1900 ton, a ostatecznie 2125 ton. Napęd stanowiły turbiny parowe, prędkość wahała się od ponad 38 węzłów na początku służby do 28 węzłów po modernizacji.

## Budowa
„Giovanni da Verrazzano” należał do dwunastu włoskich wielkich niszczycieli typu Navigatori, nazwanego tak z powodu noszenia przez nie imion żeglarzy. Zostały one zaprojektowane jako okręty o silnym uzbrojeniu artyleryjskim i wysokiej prędkości, aby przeciwstawić się wielkim niszczycielom francuskim. Zamówienie zostało złożone w 1926 roku. „Giovanni da Verrazzano” został zbudowany w stoczni Cantieri Navali del Quarnaro (CNQ) we Fiume (obecnie Rijeka), w której powstało najwięcej okrętów tego typu (cztery). Cena kontraktowa wynosiła 20,65 mln. lirów. Wszystkie okręty zostały wciągnięte na listę floty dekretem królewskim z 23 czerwca 1927 roku, klasyfikowane wówczas jako niszczyciele, a 19 lipca 1929 roku przeklasyfikowano je na „zwiadowców” (wł. esploratori). 5 września 1938 roku okręty typu Navigatori przeklasyfikowano z powrotem na niszczyciele.
Stępkę pod budowę „Giovanni da Verrazzano” położono 17 sierpnia 1927 roku. Otrzymał imię na cześć XVI-wiecznego żeglarza florenckiego Giovanniego da Verrazzano. Równolegle budowano w tej stoczni „Nicolò Zeno”, a po nich: „Antonio Pigafetta”  i „Alvise da Mosto”. Zwodowano go 15 grudnia 1928 roku, a do służby wcielono 25 września 1930 roku. W 1938 roku otrzymał znak burtowy: DV, od skrótu nazwy (Da Verrazzano). Dewizą okrętu było: Ultra terminos ausus (z łac. odważny ponad granice).

## Opis konstrukcji

### Skrócony opis ogólny
Niszczyciele typu Navigatori miały stalowy kadłub z podwyższonym pokładem dziobowym. Sylwetka okrętów wyróżniała się dwoma szeroko rozstawionymi pochylonymi kominami, na skutek zastosowania naprzemiennego układu przedziałów siłowni, w celu zwiększenia odporności na uszkodzenia. Wyporność standardowa pierwotnie wynosiła 1900 ton, a pełna 2599 ton. Długość całkowita pierwotnie wynosiła 107,28 m, szerokość 10,2 m, a zanurzenie 3,51 m przy wyporności standardowej i 4,35 m przy wyporności pełnej. W 1940 roku okręt został poddany modernizacji (drugiej) w celu polepszenia stateczności, jak większość niszczycieli tego typu. Wyporność standardowa po modernizacji wynosiła 2125 ton, a pełna 2880 ton. Długość kadłuba wzrosła do 108,9 m, a szerokość do 11,2 m.
Załoga etatowo składała się początkowo ze 173 osób, w tym 9 oficerów, a do początku II wojny światowej wzrosła do 224 osób, w tym 12 oficerów. W toku wojny załoga mogła się dalej zwiększać, do ok. 280 osób.
Okręty były napędzane przez dwa zespoły turbin parowych z przekładniami, zasilane przez cztery kotły wodnorurkowe o ciśnieniu roboczym 22 atmosfer, poruszające dwie trzyłopatowe śruby. Podobnie jak pozostałe okręty budowy stoczni CNQ, „Giovanni da Verrazzano” otrzymał turbiny akcyjne systemu Beluzzo oraz kotły typu Yarrow i śruby o średnicy 3,56 m. Moc projektowa siłowni wynosiła 55 000 KM. Na próbach „Giovanni da Verrazzano” rozwinął moc 64 420 KM. Projektowa prędkość maksymalna wynosiła 38 węzłów. Na próbach sześciogodzinnych w 1931 roku „Giovanni da Verrazzano” osiągnął w stanie lekkim prędkość średnią 40,06 węzła (przy wyporności tylko 1846 ton). Typowo okręty tego typu rozwijały jednak podczas służby przy większej wyporności prędkość 33–36 węzłów. Po drugiej modernizacji prędkość spadła natomiast do 28 węzłów przy pełnej wyporności.
Od modernizacji w 1931 roku pełny zapas paliwa wynosił 460 ton. Po drugiej modernizacji zwiększono normalny zapas do 560 ton, a pełny do 680 ton. Zasięg według pierwotnego projektu miał wynosić 3800 mil morskich przy prędkości 18 węzłów. Po modernizacji zasięg wzrósł do 5000 mil przy prędkości 18 węzłów lub 1200 mil przy 28 węzłach.

### Uzbrojenie i jego zmiany
Główną artylerię stanowiło sześć armat kalibru 120 mm Ansaldo model 1926 o długości lufy 50 kalibrów (L/50) umieszczonych na trzech dwudziałowych podstawach. Podwójne stanowiska dział z maskami ochronnymi umieszczone były: na pokładzie dziobowym i na niskich nadbudówkach przed drugim kominem i na rufie. Kąt podniesienia lufy wynosił od -10° do +45° i umożliwiał też strzelanie amunicją burzącą do nisko lecących samolotów. Działa strzelały pociskami o masie 23,15 kg z prędkością początkową 920 m/s na odległość do 19 600 m. Wykorzystywano amunicję rozdzielnego ładowania, przy czym ładunek miotający umieszczony był w łusce. Szybkostrzelność wynosiła do 6–7 strzałów/min, lecz na dłuższą metę była ograniczona do czterech salw przez możliwości systemu podawania amunicji. Zapas amunicji wynosił etatowo 1200 pocisków bojowych (408 przeciwpancernych, 672 burzące i 120 zapalających) oraz 100 oświetlających – przy czym można było zabrać do komór 250 pocisków więcej.
Uzbrojenie przeciwlotnicze początkowo stanowiły dwa działka automatyczne kalibru 40 mm Vickers-Terni model 1917 o długości lufy L/39, umieszczone na burtach na tylnych końcach pokładu dziobowego. Ich zapas amunicji wynosił 3000 nabojów. Uzupełniały je dwa podwójnie sprzężone wielkokalibrowe karabiny maszynowe Breda kalibru 13,2 mm na mostku. W latach 1933–1934 montowano dwa dalsze podwójnie sprzężone wkm-y na platformie za drugim kominem. Dla karabinów maszynowych przewidywano początkowo 3000 nabojów. Pod koniec 1941 roku na „Giovanni da Verrazzano” tak jak na pozostałych okrętach zamieniono działka kalibru 40 mm i karabiny maszynowe na siedem działek automatycznych 20 mm Breda z zapasem 2400 nabojów na lufę.
Uzbrojenie torpedowe stanowiło początkowo sześć wyrzutni torpedowych kalibru 533 mm w dwóch potrójnych aparatach torpedowych. Z uwagi jednak na ograniczoną na początku dostępność nowych torped tego kalibru, w środkowych wyrzutniach stosowano wkładki kalibru 450 mm i etatowy zapas obejmował cztery torpedy kalibru 533 mm i dwie kalibru 450 mm. Już w latach 1932–1933 środkowe wyrzutnie zostały jednak zdemontowane, dla polepszenia stateczności, pozostawiając cztery wyrzutnie torped 533 mm. Na „Giovanni da Verrazzano” aparaty torpedowe zamieniono na początku wojny powtórnie na trzyrurowe typu SI 1929 P/3×533,4 kalibru 533 mm, w układzie „piramidki” z podwyższoną środkową wyrzutnią.
Okręty początkowo przenosiły po 14 bomb głębinowych na dwóch zrzutniach na rufie, w tym cztery duże bomby o masie 100 kg i 10 małych o masie 50 kg. Podczas II wojny światowej stosowano także niemieckie bomby głębinowe oraz montowano na okrętach tego typu dwa lub cztery miotacze bomb głębinowych i zwiększano ich zapas, typowo do 40 bomb. W 1931 roku okręty otrzymały holowane torpedy przeciw okrętom podwodnym Ginocchio model 1927/46T, wodowane za pomocą żurawika w części rufowej. „Giovanni da Verrazzano” jak większość okrętów typu był wyposażony w tory minowe na pokładzie, na których można było zabierać do 56 min kotwicznych. W 1941 roku tory minowe na okręcie wydłużono, po czym można było zabierać od 86 do 104 min zależnie od typu, także niemieckich, albo 110 ochraniaczy zagród minowych.

### Wyposażenie
Od pierwszej modernizacji w 1931 roku „Giovanni da Verrazzano” na dachu nadbudówki dziobowej miał standardowy dla okrętów tego typu dalocelownik z dwoma dalmierzami optycznymi o bazie 3 m. Na platformie przed masztem znajdował się inklinometr służący do oceny kąta kursowego celu. Trzeci 3-metrowy dalmierz, służący do strzelań torpedowych oraz rezerwowy dla artylerii, był w zakrytej wieży na platformie nadbudówki za kominem rufowym. Dalmierz ten został zdemontowany w 1941 roku przy instalacji działek kalibru 20 mm.
Okręty miały jeden reflektor o średnicy 90 cm na maszcie rufowym. W skład wyposażenia wchodziła aparatura w kominach do stawiania zasłony dymnej (czarnej albo białej). W 1940 roku okręty wyposażono w trały kontaktowe na rufie, o szerokości trałowania 200 m, lecz do połowy 1942 roku zostały zdjęte. „Giovanni da Verrazzano” w maju 1942 roku został wyposażony w stację hydrolokacyjną, natomiast nie posiadał radaru.

### Malowanie
Początkowo okręty włoskie były malowane w części nadwodnej na kolor jasnoszary, z ciemnoszarym pokładem. Na początku wojny latem 1940 roku na pokłady na dziobie naniesiono biało-czerwone skośne pasy dla identyfikacji z powietrza. W 1942 roku „da Verrazzano” otrzymał kontrastowy kamuflaż w standardowych kolorach, z ciemnoszarymi wielokątnymi plamami na popielatoszarym podkładzie i z brudnobiałym dziobem i rufą.

## Służba

### Okres międzywojenny
Okręt wcielono do służby w Regia Marina 25 września 1930 roku. Między 20 maja a 13 września 1931 roku został poddany w macierzystej stoczni w Fiume pierwszej modernizacji, polegającej m.in. na obniżeniu nadbudówki i ograniczeniu zapasu paliwa dla poprawy stateczności (jako ostatni okręt typu, rok po pozostałych). 4 października 1931 roku otrzymał w Wenecji banderę bojową ufundowaną przez mieszkańców Florencji, z którą związany był patron okrętu. Początkowo „Giovanni da Verrazzano” wchodził w skład dywizjonu rezerwowego stacjonując w Tarencie, a od 1933 roku przydzielono go do 2. dywizjonu niszczycieli 2. Eskadry. Następnie wchodził w latach 1936–1937 w skład 1. Eskadry w La Spezii. W 1936 roku był przejściowo przydzielony do akademii marynarki wojennej w Livorno dla praktyk morskich.
Podczas hiszpańskiej wojny domowej kilkakrotnie pełnił służbę na wodach Hiszpanii, wspierając nacjonalistów. Wieczorem 5 lutego 1937 roku marynarka włoska podjęła jedną z nielicznych prób bezpośredniej interwencji, kiedy „Giovanni da Verrazzano” zaholował z Ceuty kutry torpedowe MAS-435 i 436, które miały zaatakować statki republikańskie pod Malagą. Niszczyciel otrzymał wówczas fałszywy trzeci komin dla upodobnienia do okrętów francuskich. Akcja nie przyniosła sukcesów, przy tym około 3:00 w nocy „da Verrazzano” został omyłkowo zaatakowany przez MAS-435 jedną torpedą, ale niecelnie. Od początku 1937 do marca 1939 roku „da Verrazzano” trzy razy konwojował statki z Włoch z zaopatrzeniem dla włoskich wojsk interwencyjnych (CTV). Po przeklasyfikowaniu na niszczyciel, we wrześniu 1938 roku „Giovanni da Verrazzano” został przydzielony do 15. dywizjonu niszczycieli (squadriglia). Od maja 1939 wraz z dywizjonem bazował na Leros w Dodekanezie, lecz latem 1939 roku został ponownie przydzielony do akademii marynarki wojennej. Między 1 maja a 30 sierpnia 1940 roku przeszedł drugą modernizację w La Spezia.

### II wojna światowa

#### 1940–1941
W chwili przystąpienia Włoch do II wojny światowej „Giovanni da Verrazzano” wchodził w skład 15. dywizjonu niszczycieli, wraz z „Alvise da Mosto”, „Antonio Pigafetta” i „Nicolò Zeno”, podporządkowanego 1. Eskadrze w Tarencie. Nie brał jednak udziału w pierwszych akcjach, w tym bitwie koło przylądka Stilo, z uwagi na pobyt w stoczni do końca sierpnia. Od października 1940 roku niszczyciel wraz z 15. dywizjonem został przebazowany do Brindisi w związku z osłoną konwojów w Cieśninie Otranto po inwazji na Grecję.
Od początku 1941 roku „Giovanni da Verrazzano” brał udział w licznych operacjach minowania. Między 19 a 23 kwietnia uczestniczył z niszczycielami i czterema krążownikami w pierwszej operacji stawiania zagród minowych w Cieśninie Sycylijskiej, na wschód od przylądka Bon (zagrody: S-11, S-12, S-13). Operację powtórzono w nocy 23/24 kwietnia, stawiając łącznie ponad 1000 min. 1 maja natomiast uczestniczył z niszczycielami i trzema krążownikami w stawianiu zagrody minowej T na północ od Trypolisu. W dniach 4–7 maja „da Verrazzano” wchodził w skład dalszej osłony dużego konwoju siedmiu statków do Afryki, ze statkiem pasażerskim „Victoria”. 3 czerwca ponownie uczestniczył w stawianiu zagrody minowej na północny wschód od Trypolisu (na której pół roku później 19 grudnia zatonął brytyjski krążownik HMS „Neptune” i niszczyciel HMS „Kandahar” oraz uszkodzony został krążownik HMS „Aurora”). Przy tym, podczas wszystkich wymienionych wyżej operacji miny stawiały tylko krążowniki i niszczyciele „Giovanni da Verrazzano” i „Alvise da Mosto”, a pozostałe stanowiły ubezpieczenie. 28 czerwca „da Verrazzano” uczestniczył jako eskorta w stawianiu w Cieśninie Sycylijskiej min zagrody S-2, a 7 lipca zagród S-31 i S-32. W dniach 12, 16, 19 i 23 sierpnia osłaniał jeszcze stawianie zagród: S-41, S-42, S-43, S-44 przez pomocnicze stawiacze min „Reggio” i „Aspromonte”, przy czym niszczyciele stawiały wówczas ochraniacze zagród minowych.
Od listopada 1941 roku okręt został skierowany do eskortowania konwojów do Libii z zaopatrzeniem dla wojsk w Afryce. 14 listopada wyszedł z Tarentu, eskortując wraz z „Antonio Pigafetta” krążowniki pomocnicze „Cittá di Genova” i „Cittá di Napoli” transportujące wojsko włoskie i niemieckie do Bengazi. W drodze powrotnej niszczyciele te eskortowały włoski okręt podwodny „Atropo”, który po wybuchu par benzyny dopłynął do portu Navarino. 29 listopada „Giovanni da Verrazzano” wyszedł z Tarentu eskortując statek „Sebastiano Veniero” (transportujący 14 czołgów, 190 pojazdów i 2559 t zaopatrzenia), z którym dotarł 1 grudnia do Bengazi. Po drodze uratował 66 rozbitków z samotnego transportowca „Adriatico” zatopionego przez brytyjskie krążowniki zespołu „K” (które zatopiły w tym czasie również bliźniaczy niszczyciel „Alvise da Mosto”). Statek eskortowany przez „da Verrazzano” był jedynym z sześciu statków  w tych dniach, który dotarł do celu.

#### 1942
Podczas remontu między 15 stycznia a 5 maja 1942 roku w macierzystej stoczni we Fiume na „Giovannim da Verrazzano” zamontowano stację hydrolokacyjną. Okręt powrócił następnie do służby eskortowej. Od sierpnia eskortował konwoje z Pireusu do zatoki Suda na Krecie, po czym powrócił na trasę afrykańską. 26 września wyszedł wraz z niszczycielem „Lampo” i czterema torpedowcami w eskorcie konwoju dwóch statków z Tarentu do Bengazi. Transportowiec „Barbaro” został jednak storpedowany 27 września przez brytyjski okręt podwodny HMS P35 i później zatonął, a „Unione” został uszkodzony 28 września torpedą lotniczą, po czym został doholowany przez „da Verrazzano” z powrotem do Navarino. Nocą 2/3 października „da Verrazzano” postawił w okolicy przylądka Bon 194 ochraniaczy zagród minowych, a 13/14 października brał udział w stawianiu tam przez 15 dywizjon zagrody S-71.
17 października 1942 roku „Giovanni da Verrazzano” wyszedł z Neapolu w eskorcie stosunkowo licznego i silnie bronionego przez sześć niszczycieli i dwa torpedowce konwoju trzech statków, do którego dołączył zbiornikowiec z Palermo. 19 października o godzinie 12:53 (według innych danych o 13:00), konwój został zaatakowany na południe od Pantellerii przez brytyjski okręt podwodny HMS P37 (późniejszy HMS „Unbending”). „Da Verrazzano” uniknął jednej torpedy, lecz został trafiony drugą w rufę, po czym zatonął o 15:30 na pozycji 35°52′N 12°02′E/35,866667 12,033333, 28 mil na północny zachód od Lampedusy. Zatopiony został również transportowiec „Beppe”. Załogę z niszczyciela przejął torpedowiec „Sagittario”.
Podczas wojny „Giovanni da Verrazzano” wychodził 148 razy w morze i przeszedł 42 713 mil morskich, w czasie 2826 godzin w morzu. 38 razy wychodził w celu osłony lub eskortowania statków, 13 razy na operacje minowania, pięć razy sam transportował żołnierzy i ładunki i pięć razy eskortował inne okręty.